# ポスト・レイシャル・アメリカ
ポスト・レイシャル・アメリカ（英語: Post-racial America）とは、脱人種的なアメリカ、または人種問題を克服したアメリカのことであり、人種による優遇措置や差別や先入観が自国内から消滅した状態を仮定した理論上の世界である。

## 概要
アメリカ人の中には、バラク・オバマの大統領当選や異人種間の結婚が幅広く受け入れられる事によって、国全体が上述の状態になると信じている人達が居る。一方でティーパーティー運動のように、そんな事は起きていないと論じるグループを信じている人達も居る。
2010年1月にピュー研究所と全米公共ラジオ（NPR/ナショナル・パブリック・ラジオ）が共同で行った世論調査では、アフリカ系アメリカ人の39％が5年前より良い状態に居ると感じており、2008年の調査と比べて19％増加した。一方でテレビ・ドキュメンタリー「Fair Game」（フェア・ゲーム／格好の標的）を作った俳優・映画監督のマリオ・ヴァン・ピーブルズのように、「アメリカ合衆国が人種問題を超えた社会になった」という考えに挑戦する人も居る。

## 沿革

### 前史
- 1861年 - 南北戦争
- 1898年 - ウィルミントン暴動
- 1964年まで - ジム・クロウ法による差別
- 1910年 - 全米黒人地位向上協会の設立
- 1954年 - ブラウン判決
- 1955年 - モンゴメリー・バス・ボイコット事件
- 1957年 - リトルロック高校事件
- 1962年 - メレディス事件
- 1963年 - ワシントン大行進
- 1964年 - 市民権法制定、アファーマティブ・アクションの推進
- 1965年 - 血の日曜日事件、ワッツ暴動
- 1992年 - ロサンゼルス暴動
- 2009年 - バラク・オバマ大統領の就任

### 就任後
- 2009年1月 - オスカー・グラント射殺事件
- 2012年2月 - トレイボン・マーティン射殺事件
- 2014年4月 - ドナルド・スターリングの人種差別発言事件
- 2014年7月 - エリック・ガーナー窒息死事件
- 2014年8月 - マイケル・ブラウン射殺事件

## 関連文献
- Kaplan, H. Roy. (2011). The Myth of Post-Racial America: Searching for Equality in the Age of Materialism. Rowman & Littlefield. ISBN 1610480058.
- Parks, Gregory. Matthew Hughey. (2011). The Obamas and a (Post) Racial America? Series in Political Psychology.  Oxford University Press. ISBN 0199735204.
- Rodgers, Walter. (January 5, 2010). A year into Obama’s presidency, is America postracial? Christian Science Monitor.
- Tesler, Michael. David O. Sears. (2010). Obama's Race: The 2008 Election and the Dream of a Post-Racial America.  University of Chicago Press. ISBN 0226793834.